# Caladenia bryceana
Caladenia bryceana är en orkidéart som beskrevs av Richard Sanders Rogers. Caladenia bryceana ingår i släktet Caladenia och familjen orkidéer.

## Underarter
Arten delas in i följande underarter:
- C. b. bryceana
- C. b. cracens